# Araneus anatipes
Araneus anatipes är en spindelart som först beskrevs av Eugen von Keyserling 1887.  Araneus anatipes ingår i släktet Araneus och familjen hjulspindlar.
Artens utbredningsområde är Queensland. Inga underarter finns listade i Catalogue of Life.